# آرین (بنزاین)
آرین‌ها یا بنزاین‌ها گونه‌های بسیار واکنش پذیر مشتق شده از حلقهٔ آروماتیک هستند که با حذف دو استخلاف در موقعیت ارتو تشکیل می‌شوند. آرین‌ها معمولاً بهترین توصیف از یک پیوند سه‌گانه تحت فشار هستند؛ با این حال آن‌ها دارای برخی از خواص مرتبط با ترکیبات دی رادیکالی هستند. اصطلاح آرین به صورت نزدیکی با ارتو (۱و۲-دی دهیدروبنزن) دارد، با این حال موارد ۱و۳ و ۱و۴-نیز جزو این دسته‌بندی به‌شمار می‌آیند.
کشف بنزاین منجر به ایجاد تحولات سریعی در روش‌های سنتزی موجود به منظور ساخت حدواسطهای مفید فعال برای سنتز ترکیبات آلی گردید. انواع مختلفی از محصولات طبیعی به وسیله استفاده از آرینها به عنوان حدواسط، تهیه شده‌اند.

## پیوند
نمایش آلکینی بنزن، متداول‌ترین شکل ترسیم بنزین‌ها می‌باشد با این حال ساختارهای کومولن و بی رادیکال دارای سهم بیشتری در فرمهای رزونانسی دخیل هستند.

## تاریخچه
اولین نشانه از وجود حدواسط آریناز پژوهش صورت پذیرفته توسط استومر و کاهلرت در سال ۱۹۰۲ ناشی می‌گردد. آنها مشاهده کردند که بر اثر واکنش ۳-برموبنزوفوران با باز در حلال اتانول، ۲-اتوکسی بنزوفوران تشکیل می‌گردد. بر اساس این مشاهده، آن‌ها وجود حدواسط آرین را پیشنهاد کردند.

## واکنشهای آرین‌ها
آرین‌ها حتی در دماهای پایین نیز بسیار واکنش پذیر هستند. واکنش‌پذیری آن‌ها را می‌توان در چهار دسته عمده قرار داد: (۱) افزایش هسته دوستی(۲) واکنشهای پری سیکلی (۳) جای‌گیری در پیوند و (۴) واکنش‌های کاتالیز شده با فلز.

## همچنین نگاه کنید
- نمونه‌های بیشتر با استفاده از شیمی آرین: tricyclobutabenzene